# وولفربوت
وولفربوت (به آلمانی: Wölferbütt) یک منطقهٔ مسکونی در آلمان است که در فاشا، آلمان واقع شده‌است. وولفربوت  ۳۷۶ نفر جمعیت دارد.